# Skarvanes
Skarvanes este un oraș din Insulele Faroe.